# 세실 커닝햄

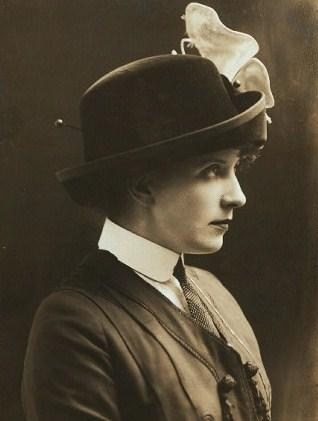

세실 커닝햄(Cecil Cunningham, 1888년 8월 2일 ~ 1959년 4월 17일)은 미국의 배우, 연극 배우, 영화배우이다.
세인트루이스에서 태어났으며 로스앤젤레스에서 사망하였다. 사인은 죽상경화증이다.

## 영화
- 여행 가방 (1945년)
- 두 베리 워즈 어 레이디 (1943년)
- 아이 매리드 언 엔젤 (1942년)
- 카이로 (1942년)
- 애정은 강물처럼 (1941년)
- 릴리언 러셀 (1940년)
- 키티 포일 (1940년)
- 뉴 문 (1940년)
- 레이디 오브 더 트로픽스 (1939년)
- 콜리지 스윙 (1938년)
- 포맨 앤 프레어 (1938년)
- 마리 앙투아네트 (1938년)
- 아티스트 & 모델 (1937년)
- 이혼 소동 (1937년)
- 컴 앤 겟 잇 (1936년)
- 금발의 비너스 (1932년)
- 러브 미 투나잇 (1932년)
- 세이프 인 헬 (1931년)
- 몽키 비지니스 (1931년)
- 파라마운트 온 퍼레이드 (1930년)
- 데어 원 디자이어 (1929년)